# أمصارة

لمصارة.

بلدية لمصارة (باللغة اللاتنية: M'Sara) (باللغة الشاوية: لمسارث) هي بلدية من بلديات دائرة بوحمامة  ولاية خنشلة تحوز البلدية على تراث تاريخي وحضاري هام خاصة وهي حاضنة الولاية الأولى التاريخية.

## نبذة
تبعد البلدية عن مقر ولاية خنشلة بمسافة 74 كلم، وتبعد عن مقر الدائرة مسافة 18كلم غربا. وتبعد عن بلدية كيمل (تابعة لولاية باتنة) 04كلم أي أن البلدية تقع في النقطة الفاصلة بين ولايتي باتنة وخنشلة. بلغ عدد سكانها 4 104 نسمة (2008) 
تواجد بتراب البلدية المقر التاريخي للولاية الاولى، في المكان المسمى اينومر حيث استشهد علي سوايعي قائد الولاية رفقة 97 شهيداً،

## إدارياً
أصبحت أمصارة بلدية بعد التقسيم الإداري لسنة 1985 حيث انفصلت عن البلدية الأم بوحمامة.
تتكون البلدية من التجمعات السكانية التالية:
- لمصارة مقر البلدية
- أولاد عبلو

- أولاد انصر

- طوبة

- مرازقة

- أولاد وناس

- أولاد عيسى

- عثامنة

- أولاد مفارج

- أولاد الحاج

## تنمية
كانت البلدية سابقا تفتقر لأبسط مقومات الحياة إلا أنه في السنوات الاخيرة استفادت من مشاريع تنموية أهمها:
- عيادة الولادة.
- متوسطة مساعيد عثمان.
- ثانوية في طور الإنجاز.
- مركز التكوين المهني الشهيد مكي حاجي.

## المواقع الأثرية
تتواجد في أدغال غابتها (غابة بني املول) عدة مواقع أثرية هامة جدا وهي قرية جيمي (م. ج. إجيمان)وتعني البرج، وقصر الرومية (قصر أولاد عيسى)، وهو قصر روماني شيد ابان تأسيس المدن الرومانية سيرتا وتاموقادي، وبه بقايا بيوت واقواس ومعاصر حجرية للزيتون..كما ان بقايا البيوت المتواجدة بمقر البلدية والمعروفة باسم -شير-أي مرتفع أو تلة صغيرة بها بقايا اقواس ومباني رومانية..وتم العثور على قطع نحاسية لعملة الملك قسطنطين 300م وأرفراف حبثة ناهيك عن التركيبة الجغرافية والتضاريسية والمناظر الطبيعية الفائقة الجمال من جبال شامخة وأودية سحيقة ومغارات رهيبة...الخ
يستوطن البلدية منذالقدم عرش بني املول معروف عليه القوة ورباطة الجاش خاصة في مواجهة الاستدمار الفرنسي انه «عرش بني ملول».

## السكان
معظم سكانها الذي يتجاوز عددهم 5000 نسمة في اخر الإحصائيات هم مجاهدون أوأبناء شهداء. وتشتهر المنطقة بجود أهلها وحسن الضيافة. كما أن عرشها له رصيد ثري في الجانب التاريخي كما هو مذكور في مقدمة ابن خلدون، الجزء السادس وينسبهم المؤرخ العدواني إلى زناتة الأمازيغ وكذلك الباحث زيان الدراجي في شجرة زناتة.

## رياضة
تنشط بالبلدية جمعيتين رياضيتين هما: الشباب الرياضي ايث ملول (jsam)وكذا الشباب الرياضي لبلدية لمصارة (crb).

## مشاكل البلدية
- يناشد شباب البلدية السلطات المعنية قصد انجاز ملعب بلدي يكفيهم عناء التنقل والاستقبال في ملاعب مجاورة.
- البناء الريفي قضى نهائيا على ازمة السكن بالبلدية، إضافة إلى مختلف إعانات الدولة في إطار سياسة التجديد الريفي.
- ظهرت الاف الاشجار المثمرة متمثلة اساسا في اشجار التفاح، إلا ان الكارثة الحقيقية تتمثل في الحرائق التي أتت على 80 بالمئة من غابات بني ملول.
- مشكلة المياه الجوفية أصبحت ترعب فلاحي المنطقة.بل تعدى الامر إلى مياه الشرب فنضوب المياه بسبب السقي العشوائي والحفر المتكرر أدى إلى ظهور مشكلة الماء مما أصبح يهدد حياة السكان وكذا مصير الاف الاشجار المثمرة، في انتظار الحل.
- البلدية المعروفة بالشتاء القارس والثلوج ودرجات الحرارة المتدنية جدا أصبح سكانها لا يرون الثلوج الا عبر شاشات التلفاز، مما ينذر بالتغير الجذري لمناخ المنطقة والتحول التدريجي إلى مناخ صحراوي، خاصة بعد اختفاء الشريط الغابي الفاصل عن الصحراء بسبب الحرائق المتكررة والمتعمدة احيانا من أشخاص أعداء للطبيعة.